# Auferstanden aus Ruinen

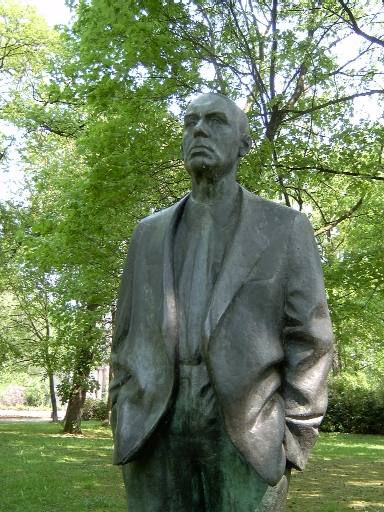
En staty av Johannes R. Becher, skapad av Fritz Cremer och placerad i Bürgerpark Pankow

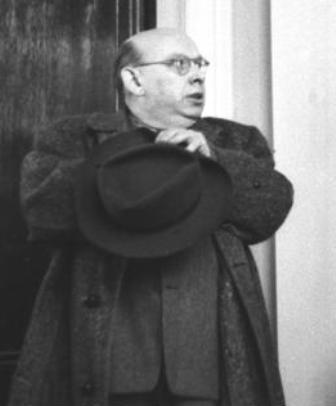
Hanns Eisler vid ett sammanträde i kommittén för DDR:s konsthögskola 21 mars 1950

Auferstanden aus Ruinen (tyska, "Uppståndet ur ruiner") var Östtysklands nationalsång. Texten skrevs av Johannes R. Becher och musiken av Hanns Eisler. Förutom Eisler föreslog även Ottmar Gerster en melodi som inte valdes.
Text och tonsättning färdigställdes i början av november 1949, varpå den antogs av SED:s politbyrå och ministerrådet den 5 november och slutligen av Volkskammer den 9 november 1949. Nationalsångens text offentliggjordes den 6 november 1949 i Neues Deutschland.
Från början av 1970-talet spelades den i officiella sammanhang endast utan tillhörande sång, eftersom den talade om ett enat Tyskland ("Deutschland, einig Vaterland"). Texten återkom dock i början av 1990, i samband med die Wende.

## Text
Texten skrevs av Johannes R. Becher, på initiativ i oktober 1949 av DDR:s blivande president, Wilhelm Pieck, som föreslog vad den skulle uttrycka.
Kritik för att texten borde uttryckt mer av kamp, besvarade Becher med att den inte var tänkt som ett stridsrop, utan som en folklig "fredshymn", som "[skulle kunna] sjungas med innerligt deltagande av vårt folks alla skikt [och] även skulle tala till de tyska människor som bor i väst".
| Tysk originaltext | Svensk översättning (av E. Zara Dillion) |
| --- | --- |
| Auferstanden aus Ruinen Und der Zukunft zugewandt, Lass uns dir zum Guten dienen, Deutschland, einig Vaterland. Alte Not gilt es zu zwingen, Und wir zwingen sie vereint, Denn es muss uns doch gelingen, Dass die Sonne schön wie nie 𝄆 Über Deutschland scheint. 𝄇 Glück und Friede sei beschieden Deutschland, unserm Vaterland. Alle Welt sehnt sich nach Frieden, Reicht den Völkern eure Hand. Wenn wir brüderlich uns einen, Schlagen wir des Volkes Feind. Lasst das Licht des Friedens scheinen, Dass nie eine Mutter mehr 𝄆 Ihren Sohn beweint. 𝄇 Lasst uns pflügen, lasst uns bauen, Lernt und schafft wie nie zuvor, Und der eignen Kraft vertrauend, Steigt ein frei Geschlecht empor. Deutsche Jugend, bestes Streben Unsres Volks in dir vereint, Wirst du Deutschlands neues Leben, Und die Sonne schön wie nie 𝄆 Über Deutschland scheint. 𝄇 | Från ruiner står det åter Mot framtiden vänder det Hoppas det oss tjäna låter Tyskland, land i enighet Gamla sorger vi betvinga och det gör vi hand i hand Ty framgången skall betinga solsken, skönt som aldrig förr 𝄆 över tyskars land 𝄇 Frid och lycka vare med den staten, Tyskland – fosterland Hela världen söker freden sträck till folken ut en hand När som bröder vi gått samman vi besegrar folkets fi Då för freden brinner flamman så en moders gråt som spills 𝄆 ej för sonen bli 𝄇 Låt oss plöja, låt oss bygga flitigt knega, lära vitt Var i egna kraften trygga; skapas skall ett släkte fritt Alla unga tyskars möda folket enas i dess brand Nya livet skall ni föda; solsken, skönt som aldrig förr 𝄆 över tyskars land 𝄇 |

## Fotnoter
1. ↑  Ur källan: ’die „von allen Schichten unseres Volkes […] mit leidenschaftlicher Anteilnahme gesungen [werden konnte und] auch die deutschen Menschen, die im Westen wohnen“ ansprechen sollte.’